# Le Secret de la belle Ardiane
Le Secret de la belle Ardiane est un conte d'Auguste de Villiers de l'Isle-Adam qui parut pour la première fois dans Gil Blas le 22 janvier 1887.

## Résumé
Pier Albrun, jeune garde-chef des Eaux-et-Forêts, est fier de sa croix d'honneur obtenue pour sa conduite intrépide pendant les incendies criminelles ayant éprouvé la commune d'Ypinx-les -Trembles. Sa jeune femme, la belle Ardianne, regarde, songeuse, les murs noircis et ruinés du village...

## Éditions
- 1887 -  Gil Blas quotidien, édition du 22 janvier 1887, à Paris.
- 1887 -  La Vie populaire revue hebdomadaire, édition du 21 juillet 1887 à Paris.
- 1888 - In Histoires insolites, Maison Quantin à Paris.